# Foveifera
Foveifera is een geslacht van vlinders van de familie bladrollers (Tortricidae), uit de onderfamilie Olethreutinae.

## Soorten
- F. dahurica Falkovich, 1965
- F. densistriata Falkovich, 1964
- F. hastana (Hübner, 1797)